# Tupalovce
Tupalovce (cyr. Тупаловце) – wieś w Serbii, w okręgu jablanickim, w mieście Leskovac. W 2011 roku liczyła 321 mieszkańców.